# 나우루의 지리
나우루는 오세아니아에 위치한 섬나라로, 마셜 제도 남쪽, 남태평양에 위치한 나라이다. 적도에서 남쪽으로 53km 떨어져 있다. 나우루는 키리바시의 바나바섬, 프랑스령 폴리네시아의 마카테아섬과 함께 태평양의 3대 인산염 매장지로 꼽힌다.
나우루의 면적은 21km2이며, 해안선은 30km이다. 또한 308,480km2의 배타적 경제 수역을 가지고 있다.
나우루의 기후는 열대 기후이며, 11월부터 2월까지는 몬순 우기이다.
나우루의 내륙은 융기된 인산염이 퇴적되어 만들어진 언덕이 솟아있으며, 가장 높은 지점 또한 이 언덕 중 하나인 커맨드 리지이다.
나우루의 천연 자원으로는 인산염과 해산물, 특히 다랑어가 있다.
나우루는 산호와 사주에 둘러싸여 있기 때문에 천연 항구는 물론, 강과 큰 호수또한 존재하지 않는다.

## 지질
나우루는 태평양의 나우루 해분에 위치한 융기된 환초섬으로, 약 1억 3,200만년 전 중앙 해령에서 형성된 태평양판에 위치해 있다. 중기 에오세~올리고세 시기, 해저화산이 열점 위에 쌓여 현무암으로 구성된 높이 4,300m 이상의 거대한 해산을 형성했다. 시간이 지나 해저화산은 해수면까지 침식되었고 환초가 그 위에 약 500m 두께로 형성되었다. 오늘날 나우루 인근의 산호는 500만년에서 30만년 전의 것으로 추정된다. 이후 환초는 해수면 위로 약 30m까지 융기되었고 현재는 백운암과 석회암으로 이루어진 노두가 카르스트 지형으로 침식되어 최대 20m 높이의 암석 탑을 형성했다. 한편 해수면 아래에서는 최소 55m 깊이까지 석회암이 용해되어 싱크홀과 해저동굴이 형성되었다. 지상의 싱크홀은 최대 수 미터 두께의 인산염 층으로 마감되었다.
아니바레만은 해저화산 동쪽에서 발생한 수중 붕괴로 형성되었다. 부아다 석호는 해수면이 낮았을 때 석회암이 용해되어 형성되었고, 그 후 붕괴되었다.
나우루는 태평양판을 따라 북서쪽으로 연간 104mm의 속도로 이동하고 있다.
담수는 부아다 석호에서 구할 수 있다. 또한 북동쪽의 이유브구와 아나바르구의 절벽 바닥에 있는 기수 못에서도 구할 수 있다. 섬의 남동쪽에 있는 모쿠아 동굴에는 지하호가 있다. 나우루에는 개울이나 강이 존재하지 않기 때문에 지붕에 설치된 집수기에서 물을 수집해야 한다. 또는 인산염 수송선의 밸러스트로 물을 공급하기도 한다.

## 환경 오염
나우루는 90년간 이뤄진 인산염 채굴로 섬을 오염시켰고, 이로 인해 심각한 환경 오염 문제를 안고있다.
- 주기적 가뭄과 천연 담수 자원의 접근성이 부족하다.
- 토양이 극단적으로 알칼리성을 띈다. 이로인해 식물은 토양의 철, 망가니즈, 구리, 몰리브데넘, 아연과 같은 양분을 흡수하지 못하게된다.
- 90년간 지속된 인산염 채굴로 본토의 80%가 오염되었고, 남아있는 토지마저 오염될 위기에 처해있다.

## 기후
나우루의 기후는 적도와 가까워 연중 무덥고 습한 기후를 보여준다. 나우루의 우기는 11월부터 2월까지이고, 사이클론은 거의 발생하지 않는다. 연간 강수량은 매우 가변적이며 엘니뇨 남방진동의 영향으로 여러 차례 심각한 가뭄이 기록되었다.
| Yaren District, Nauru의 기후 | Yaren District, Nauru의 기후 | Yaren District, Nauru의 기후 | Yaren District, Nauru의 기후 | Yaren District, Nauru의 기후 | Yaren District, Nauru의 기후 | Yaren District, Nauru의 기후 | Yaren District, Nauru의 기후 | Yaren District, Nauru의 기후 | Yaren District, Nauru의 기후 | Yaren District, Nauru의 기후 | Yaren District, Nauru의 기후 | Yaren District, Nauru의 기후 | Yaren District, Nauru의 기후 |
| 월                           | 1월                          | 2월                          | 3월                          | 4월                          | 5월                          | 6월                          | 7월                          | 8월                          | 9월                          | 10월                         | 11월                         | 12월                         | 연간                         |
| ---------------------------- | ---------------------------- | ---------------------------- | ---------------------------- | ---------------------------- | ---------------------------- | ---------------------------- | ---------------------------- | ---------------------------- | ---------------------------- | ---------------------------- | ---------------------------- | ---------------------------- | ---------------------------- |
| 역대 최고 기온 °C (°F)       | 34 (93)                      | 37 (99)                      | 35 (95)                      | 35 (95)                      | 32 (90)                      | 32 (90)                      | 35 (95)                      | 33 (91)                      | 35 (95)                      | 34 (93)                      | 36 (97)                      | 35 (95)                      | 37 (99)                      |
| 일평균 최고 기온 °C (°F)     | 30 (86)                      | 30 (86)                      | 30 (86)                      | 30 (86)                      | 30 (86)                      | 30 (86)                      | 30 (86)                      | 30 (86)                      | 30 (86)                      | 31 (88)                      | 31 (88)                      | 31 (88)                      | 30 (87)                      |
| 일평균 최저 기온 °C (°F)     | 25 (77)                      | 25 (77)                      | 25 (77)                      | 25 (77)                      | 25 (77)                      | 25 (77)                      | 25 (77)                      | 25 (77)                      | 25 (77)                      | 25 (77)                      | 25 (77)                      | 25 (77)                      | 25 (77)                      |
| 역대 최저 기온 °C (°F)       | 21 (70)                      | 21 (70)                      | 21 (70)                      | 21 (70)                      | 20 (68)                      | 21 (70)                      | 20 (68)                      | 21 (70)                      | 20 (68)                      | 21 (70)                      | 21 (70)                      | 21 (70)                      | 20 (68)                      |
| 평균 강수량 mm (인치)        | 280 (11.0)                   | 250 (9.8)                    | 190 (7.5)                    | 190 (7.5)                    | 120 (4.7)                    | 110 (4.3)                    | 150 (5.9)                    | 130 (5.1)                    | 120 (4.7)                    | 100 (3.9)                    | 120 (4.7)                    | 280 (11.0)                   | 2,080 (81.9)                 |
| 평균 강수일수                | 16                           | 14                           | 13                           | 11                           | 9                            | 9                            | 12                           | 14                           | 11                           | 10                           | 13                           | 15                           | 152                          |
| 출처:                        |                              |                              |                              |                              |                              |                              |                              |                              |                              |                              |                              |                              |                              |

## 극단점
- 최북단: 에와구 안나곶
- 최동단: 이유브구 이유브곶
- 최남단: 메넹구의 이름 없는 지점
- 최서단: 아이워구의 항구
- 최고점: 아이워구 커맨드 리지 (65m)
- 최저점: 태평양 (0m)